# Интернациональная улица (Кобрин)
Интернациональная улица (бел. Інтэрнацыянальная вуліца) — улица в Кобрине. Проходит от площади Свободы до юго-восточной границы города.

## История
Улица упоминается с XVI века. Самое раннее известное наименование, по ревизии 1563 года — Ратненская, по направлению к городу Ратно, в то время на улице имелось 48 дворов. Также использовалось неофициальное название Дывенская (по направлению на Дывин). С 1864 года улица названа Славянской. В 1921—1939 гг., когда Кобрин входил в состав Польши, улица вновь носила название Ратненская. В 1939—1941 гг. улица называлась в честь писателя Ицхока-Лейбуша Переца. Затем переименована в Интернациональную.

## Описание
Интернациональная улица проходит на юг с отклонением к юго-востоку, начинаясь от площади Свободы, от перекрёстка с Октябрьской улицей. Интернациональную улицу пересекают Трудовая улица и улица Дружбы. К ней примыкают: с востока — улицы Комсомольская, Данилевской, Мопровская, Чкалова, Леваневского, 9 Мая и другие; с запада — улицы Гастелло, 700-летия Кобрина и другие. Улица заканчивается на границе города, у развязки с автомагистралью М1. Нумерация домов — от площади Свободы.

## Примечательные здания и сооружения
Застройка начального участка Интернациональной улицы входит в Государственный список историко-культурных ценностей Республики Беларусь в составе исторического центра Кобрина (код 113Г000383). Под государственной охраной находятся дома 1, 2, 4, 5, 6, 7, 9, 13, 14, 15, 18, 22, 24, 26.
По нечётной стороне
- № 5 — пожарная часть № 1.

По чётной стороне
- № 28 — суд Кобринского района.